# Lillsjön (Arjeplogs socken, Lappland)
Lillsjön är en sjö i Arjeplogs kommun i Lappland och ingår i Skellefteälvens huvudavrinningsområde. Sjön har en area på 0,0582 kvadratkilometer och ligger 504,7 meter över havet. Lillsjön ligger i Hornavan-Sädvajaure fjällurskog Natura 2000-område. Sjön avvattnas av vattendraget Bäimatjjåkkå.

## Delavrinningsområde
Lillsjön ingår i det delavrinningsområde (738690-152778) som SMHI kallar för Mynnar i Vuoggatjålmjaure. Medelhöjden är 775 meter över havet och ytan är 13,35 kvadratkilometer. Det finns inga avrinningsområden uppströms utan avrinningsområdet är högsta punkten. Bäimatjjåkkå som avvattnar avrinningsområdet har biflödesordning 2, vilket innebär att vattnet flödar genom totalt 2 vattendrag innan det når havet efter 363 kilometer. Avrinningsområdet består mestadels av skog (42 procent) och kalfjäll (57 procent). Avrinningsområdet har 0,16 kvadratkilometer vattenytor vilket ger det en sjöprocent på 1,2 procent.